# Nemesnádudvar
Nemesnádudvar je obec v Maďarsku v župě Bács-Kiskun v okrese Baja.

## Poloha
Nemesnádudvar leží na jihu Maďarska. Prochází jím silnice z Baji do Soltvadkertu. Baja je vzdálena 20 km, Soltvadkert 42 km.